# 杜聰明
杜聰明（1893年8月25日—1986年2月25日），字思牧，臺灣臺北淡水三芝人，臺灣醫師、醫學教授，京都帝國大學醫學博士，臺灣史上首位醫學博士（哲學博士學位）。高雄醫學院（今高雄醫學大學）創辦人，首位國立臺灣大學醫學院院長兼臺灣大學教務長、代理校長，從四位勳三等。

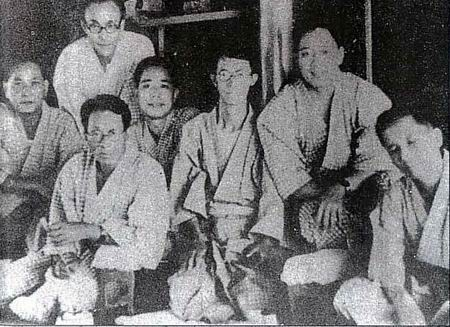
杜聰明 (右三)，右四為陳炘；右一為羅萬俥

## 生平

### 戰前
1893年8月25日杜聰明出生於滿清帝國統治下的臺北府淡水縣芝蘭三堡北新仔（位於今新北市三芝區）。
杜聰明9歲入淡水北新庄車埕書房啟蒙，11歲入滬尾公學校並寄宿在滬永吉街，17歲（1909年，明治42年）以第一名畢業。
1909年，杜聰明以第一名考進臺灣的第一學府臺灣總督府醫學校，但是當時校方以他體格檢查不合格（杜聰明為丙下）為由，欲將他除名。所幸當時醫學校代校長長野純藏愛惜人才，認為名列榜首的學生被淘汰是件可惜的事，遂力排眾議使杜聰明獲准就讀。在醫學校時，他的成績一直保持第一，並每天鍛鍊身體（做體操、游泳、登山或沖冷水澡）。1910年，滿清腐敗革命烽火日益加劇，影響許多臺灣青年，同班同學翁俊明加入同盟會，並於學校成立了同盟會臺灣通訊處，由孫文指派為通訊員，杜聰明、蔣渭水等皆入會，1913年因為對中華民國大總統袁世凱的行為感到不滿，曾和同班同學翁俊明遠赴北京，欲將霍亂病原投入水源刺殺袁世凱，然而並未成功。
1914年（大正3年）以醫學校第一名畢業。在醫學校校長堀內次雄幫助下，於1915年負笈日本，考進京都帝國大學醫學部，原本堀內次雄還想為他爭取公費，可是杜聰明不願受到契約束縛，就放棄公費的機會，決定自費。他在京都大學研究藥理學、內科學。1916年4月加入中華革命黨。

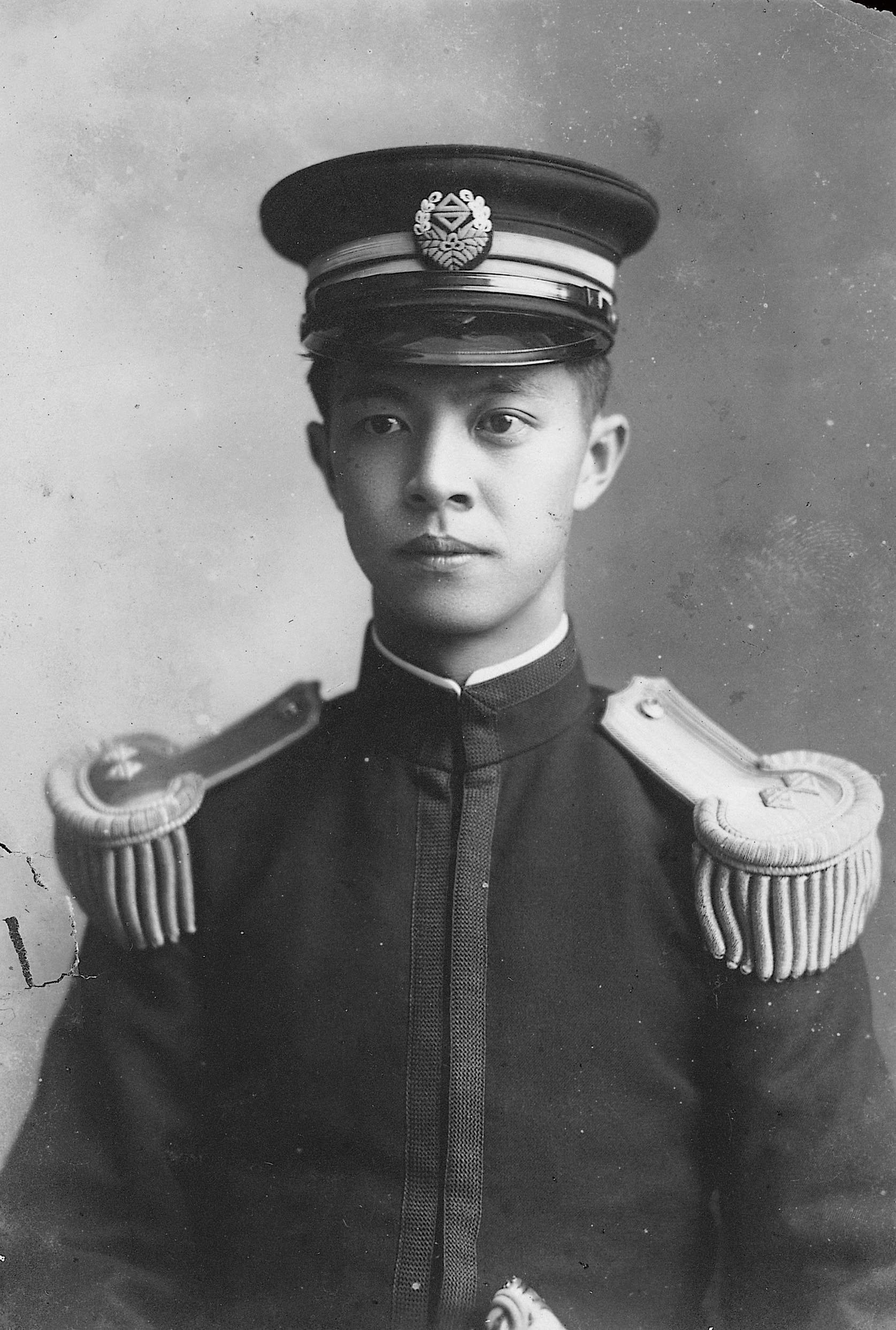
1921年（大正10年）10月21日，杜聰明任臺灣總督府醫學專門學校助教授，敘高等官七等（奏任官）之紀念照

1921年，杜聰明回臺任臺灣總督府醫學專門學校、1922年（大正11年）升任醫學專門學校教授。
1922年5月20日與林雙隨（1901-1968年4月4日，望族霧峰林家之女）結婚，同年12月16日得京都帝國大學醫學博士學位，是臺灣史上榮獲博士學位的第一人，以及醫學博士學位的第一人（第二人是留學德國的臺南人王受祿）。也是首位得到日本帝國大學醫學博士的日本殖民地（本島；非內地）人士。
1928年於《臺灣民報》發表〈關於漢醫學研究方法之考察〉。1937年（昭和12年）任臺北帝國大學醫學部教授職，是臺北帝國大學僅有的1位臺灣人教授。
主持藥理學講座和藥理學教室。
1944年出版著作《藥理學概要》。
在日治時代皇民化運動時，有人請杜聰明改用日本姓氏，可是杜聰明堅持不改。

### 研究
杜聰明積極從事鴉片、嗎啡、蛇毒等研究，發明減量弁毒療法（漸禁斷療法）及尿液驗毒法，又自蛇毒中提煉鎮痛劑，對中醫（漢醫學）的看法是實驗治療學而非廢醫驗藥（廢醫存藥），自木瓜葉中製成赤痢病特效藥，不僅獲得極高的藥理學成就，而且濟世救人無數。
「像它（漢醫學）以哲學理論來進行病理的解說，由現代科學的角度來看，實在不得不說是極其幼稚的。由實際的角度而言，非常明顯地，它的解說和方法是一定無法應用到現代醫學上的，而且絕對沒有這種需要。是以，我所感到有興趣的問題是，對於西醫臨床專家做出正確診斷後的每一個疾病，漢醫會如何地試著解說？或者應當給予什麼病名？究竟那是全然錯誤的解說呢？還是說，即便解說是錯誤的，在實際治療時，難道就完全沒有任何助益嗎？
在這些之外，在漢醫的醫經學中還有下列具體的例子，像是關於人身血脈經絡骨髓的記述，疾病的陰陽表裡虛實寒熱，症狀的淺深劇易緩急新故氣火、還有風寒暑濕燥火這六門等等的術語，究竟相當於現代醫學理的什麼意義？作為診斷學的話，望聞問切發展到什麼程度了？在脈學上，脈的浮沈、乃至緩緊、遲數、滑濇等分類的價值，漢醫病名與現代醫學的病名之間的對照與比較。
換言之，要系統地研究並科學地批判漢醫法的病理論、醫理論、症候論與診斷學， 以此來提供整理漢醫學的實際資料。」
在抗生素尚未普及的時代背景，他說：「恐怕在霍亂及黑死病的治療方面，漢醫的處方是任何人都可以治療的，可是一個堂堂的西醫大國手卻只能夠束手旁觀，患者幾乎都是死掉的。」
「樂學至上，研究第一」是杜聰明一生的座右銘。

### 接收臺北帝大醫學部
1945年第二次世界大戰後，國民政府派人來臺接收總督府所屬學校。時任中華民國中央研究院代理院長兼教育部部長朱家驊派中央研究院同仁羅宗洛接收臺北帝國大學。
羅宗洛和羅找來協助的馬廷英、陸志鴻、陳建功、蘇步青、蔡邦華到臺灣後，剛好都沒有人學醫；身為臺灣第一位醫學博士的杜教授成為首位本地的接收委員。（後來又加入專精文學和社會科學的臺灣人林茂生。）杜博士領導醫學部的臺灣同仁從末代醫學部長森於菟手中接下醫學部和附屬的熱帶醫學研究所、教學醫院。
團隊在1945年11月15日完成接收，暫名國立臺北大學，陳儀的行政長官公署成立校務委員會，羅宗洛、馬廷英、陸志鴻、杜聰明、林茂生和陳的代表范壽康（公署參議兼圖書館館長）、趙廼傳（公署參議兼教育處處長）為委員，羅宗洛、杜聰明、范壽康3委員同時是常務委員。

### 國立臺灣大學時期
1945年12月，行政院核定校名國立臺灣大學，派羅宗洛任代理校長，羅代理校長聘杜聰明任第1屆醫學院院長兼熱帶醫學研究所所長。
1946年3月當選臺灣醫學會會長；4月經陳立夫介紹加入中國國民黨，同月當選臺灣科學振興會理事長，7月再當選臺灣醫學會會長；9月6日當選國民參政會參政員，於1947年1月任職至4月。
1947年二二八事變前接任的臺大陸校長令杜聰明免兼熱帶醫學研究所所長、附屬醫院院長（改請洪式閭和陳禮節）及醫學院院長，後經醫學院魏火曜等多位臺灣同仁力爭才讓杜留任醫學院院長。二二八事變後，臺彎省參政員聯誼會於同年3月5日在臺大醫學院召開例會，杜聰明任主席，議決電中央慘案發生原因、經過，對策並提對策；5月11日行政長官公署改組為省政府，魏道明任臺灣省主席，作為臺籍醫學家的杜聰明以臺籍社會賢達被任為不兼廳長的省政府委員，另4位臺籍的不兼廳長省政府委員是林獻堂、劉兼善、游彌堅、陳啟清，另外還有省政府委員兼民政廳廳長丘念臺是半唐山的臺灣客家人（生病請假沒有到任，不久辭職）。
1948年8月1日，杜以醫學院院長兼代理校長，直到1949年1月20日卸下代校長職交棒給傅斯年。不過因傅斯年引進美式醫學教育與杜意見相左，兩人意見不合一再浮現且衝突不斷。
1950年12月20日，傅斯年校長因病去世，由錢思亮於1951年2月接任台大校長，又因與其意見不合，1953年7月底杜聰明離開臺大。

### 創辦高雄醫學院
杜聰明博士於1954年創辦高雄醫學院（高雄醫學大學前身），擔當院長，一直到1966年才退休。一生作育英才、提攜後學，不遺餘力，貢獻於臺灣之醫學教育。
杜聰明曾經說過:「一個醫生必須要懂藝術、哲學、文學、宗教。」積極推展藝術的杜聰明，不但成立星期六畫會，更邀請台灣前輩畫家李石樵畫下彰基創院院長蘭大衛醫師割下妻子連瑪玉大腿皮膚移植到台灣貧童的故事。這幅《蘭大衛醫師皮膚移植手術》，描寫台灣醫學史上最感人的「切膚之愛/割膚之愛」故事，就掛在高醫走廊，杜聰明希望：「高醫學生時常在走廊走過來走過去，不知不覺中受感化，將來一定個個學生都做學德兼備好醫生，來為病人服務。」
杜教授著有《藥理學概要》、《藥理學教室論文集》、《杜聰明言論集》、《中西醫學史略》、《杜聰明回憶錄》等書。
1968年妻林雙隨逝世。1972年出版《杜思牧家言》。

### 社會活動
1949年《國語日報》董事會成立，以社會賢達任董事，當選常務董事。
1954年創辦高雄醫學院後，不再兼任臺灣省政府委員。
1986年2月25日在臺北辭世，享耆壽92歲。

## 家庭
杜聰明之妻林雙隨，是霧峰林家林朝棟的次子林仲衡之女，曾留學日本。林仲衡以詩文著名，另一女林雙彎嫁予劉明朝。
杜聰明和林雙隨育有四男一女：長女淑純（1923年生），臺北第一高女（今北一女中）及臺北帝國大學（今國立臺灣大學）畢業，是臺北帝大首位臺籍女學生，後移民美國紐約取得雙碩士學位，在圖書館擔任館長至退休，前夫婿是東北帝國大學卒業的林衡道（板橋林家出身）。杜聰明曾任臺北第一高女家長會會長；長男祖智（1925年生）；次男祖誠（1929年生）；三男祖健（1930年生）是毒物學、生化學者，臺北一中（今建國中學）、臺灣大學（理學士）、美國聖母大學 （理學碩士）、史丹佛大學（博士）畢業、並在耶魯大學從事博士后研究，2009年獲日本明仁天皇授與旭日中綬章。；四男祖信（1931年生）。
1998年底，杜聰明五名子女因為遺產分配爭議而對簿公堂，纏訟18年，直至2016年方為定讞。
- 杜聰明 - 林雙隨
  - 長女 杜淑純 - 林衡道
    - 林蕙瑛 - Robert Oehler
    - 林安世
    - 林蕙瑾 - 許兆昌
    - 林蕙瑤

  - 長子 杜祖智 - 林麗珠
    - 長子 杜武青 - 張林林
    - 次子 杜武亮
    - 三子 杜武祥

  - 次子 杜祖誠 - 鄭寵兒
    - 杜武洋
    - 杜翡玉
    - 杜翠玉 - 許昭勝
    - 杜武哲 - 陳嘉惠

  - 三子 杜祖健 - 山本和子
    - Marchia L.Tu - Scott Bernstein
    - Janice K.Tu - Steve Garbarini
    - Caroline Tu - Shed Farley
    - Kenneth Tu
    - Alan Tu - Evelyn Tu

  - 四子 杜祖信 - 陳明珠
    - 杜武俊 - 高靜華
    - 杜美慧
    - 杜雅慧 - 林廷強
    - 杜武德 - 張瑞珠
    - 杜文慧 - 張啟祥

  - 四子 杜祖信 - 陳美娟
    - 杜香慧 - 梅燦儒（Spencer）
    - 杜武偉 - Jenifer Sarabia

## 關連作品

### 電視劇
- 民視《美麗人生》2005年 （翁家明飾）

## 後世紀念
杜聰明傳記漫畫「一代醫人杜聰明」在2023年8月1日由財團法人杜聰明博士獎學基金會在行政院長陳建仁、杜聰明孫子杜武青、台大醫院吳明賢院長和台灣高醫大全球校友總會榮譽理事長、高醫大前校長劉景寬等人參與下發表並且贈送給淡水國小、文化國小、竹圍國小、育英國小、水源國小、興仁國小、新興國小、鄧公國小、天生國小、中泰國小、忠山實小、坪頂國小、屯山國小、新市國小、淡海國小、原聲國際學院等16所小學。

## 榮譽
- 勳五等瑞寶章，1937年（昭和12年）9月
- 勳二等瑞寶章，1968年12月15日

## 外部連結
- 國立臺灣大學醫學院歷任院長 （页面存档备份，存于）
- 高雄醫學院杜聰明 院長【第一任院長】 （页面存档备份，存于）

| 前任： 首任           | 臺大醫院院長 1945年12月－1947年1月                | 繼任： 陳禮節 |
| 前任： 首任           | 國立臺灣大學醫學院院長 1945年12月－1947年3月      | 繼任： 嚴智鍾 |
| 前任： 嚴智鍾         | 國立臺灣大學醫學院院長 1948年6月－1953年7月       | 繼任： 魏火曜 |
| 前任： 丁西林（代理） | 國立臺灣大學代理校長 1948年8月中旬－1948年8月29日 | 繼任： 莊長恭 |
| 前任： 莊長恭         | 國立台灣大學代理校長 1948年12月－1949年1月        | 繼任： 傅斯年 |
| 前任： 首任           | 高雄醫學院院長 1954年8月－1966年9月               | 繼任： 魏火曜 |